# Mà de buda
La mà de buda (Citrus medica var. sarcodactylis) és una varietat de poncem i els seus fruits són fragmentats en seccions semblants a dits. Aquest poncem creix en arbusts o arbres petits amb branques llargues i irregulars cobertes d'espines. Les seues fulles llargues i oblongues són d'un color verd pàl·lid i arriben a mesurar de 10 a 15 centímetres. Les seues flors blanques són tenyides de porpra per fora i creixen en grups fragants.
La fruita té una pell gruixuda i només una petita quantitat de polpa àcida (en cas de tenir-ne) i no té suc ni, a voltes, llavors. És molt fragant i és usada principalment per xinesos i japonesos per a perfumar cambres i objectes personals com ara la roba.

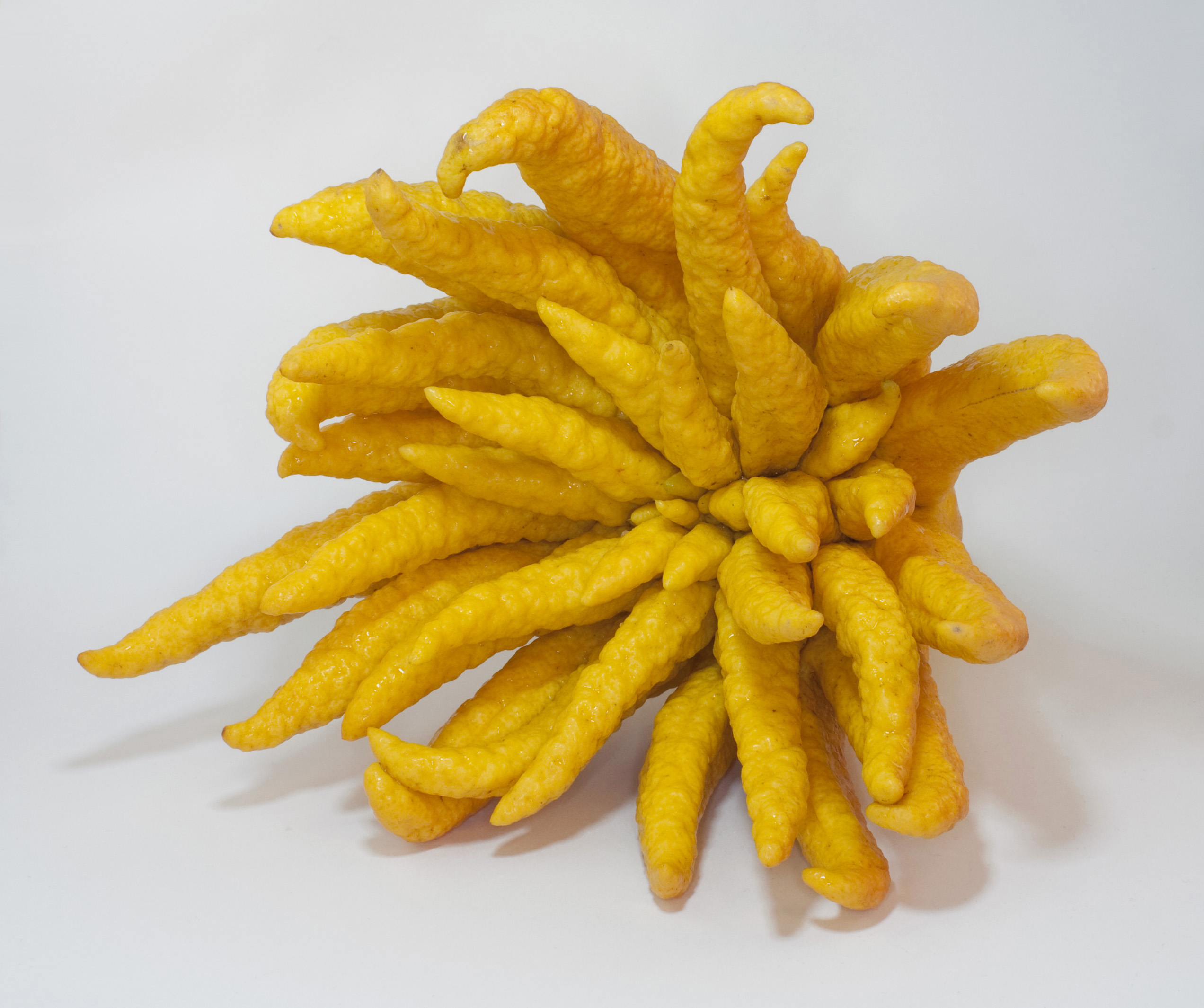
Vista inferior d'una mà de buda

La pell de la fruita es pot caramel·litzar. També se n'usa en cuina la closca i la medul·la (que no és tan amarga com en altres cítrics).
La fruita es pot emprar com a ofrena religiosa en temples budistes. Segons la tradició, Buda prefereix que els dits de la fruita estiguen en una posició que semble més una mà tancada que oberta, atès que les mans tancades simbolitzen, segons Buda, l'acte de l'oració.
L'origen de la mà de buda ha estat rastrejada fins al nord-est de l'Índia o Xina.
L'arbre és sensible a la congelació, a la calor intensa i a la sequera. Zones com el sud de Califòrnia i les valls interiors es consideren ideals per al seu cultiu. Els arbres es poden conrear per esqueixos de branques d'entre dos i quatre anys.
A causa de la curiosa forma d'aquesta fruita també és coneguda entre els fans d'H. P. Lovecraft com la "fruita de Cthulhu" per la seua similitud amb els tentacles d'aquesta entitat còsmica fictícia.